# Ильмталь
Ильмталь (нем. Ilmtal) — община в Германии, в земле Тюрингия.
Входит в состав района Ильм. Население составляет 3925 человек (на 31 декабря 2010 года). Занимает площадь 102,70 км².

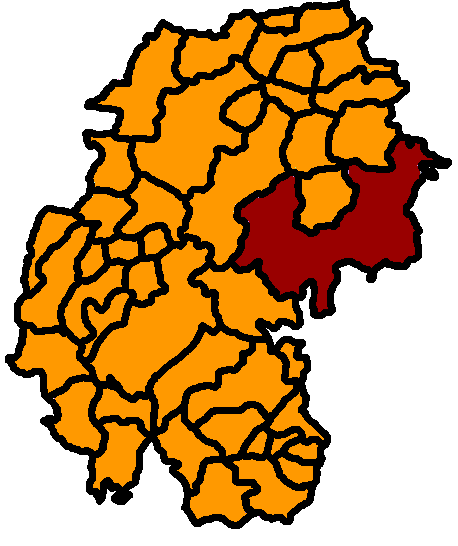
Ильмталь

## Население
| Год  | Численность | Численность |
| ---- | ----------- | ----------- |
| 2010 | 3925        |             |
| 2016 | 3752        | [ 1 ]       |